# Marit Myrmæl
Marit Myrmæl (ur. 20 stycznia 1954 w Meldal) – norweska biegaczka narciarska, brązowa medalistka olimpijska.

## Kariera
Igrzyska olimpijskie w Innsbrucku w 1976 r. były jej olimpijskim debiutem. W swoim najlepszym starcie, w biegu na 5 km techniką klasyczną zajęła 18. miejsce. Wraz z koleżankami z reprezentacji zajęła także 5. miejsce w sztafecie 4 × 5 km. Swój największy sukces w karierze osiągnęła podczas igrzysk olimpijskich w Lake Placid w 1980 r. Wraz z Brit Pettersen, Anette Bøe i Berit Aunli zdobyła brązowy medal w sztafecie 4 × 5 km. W biegu na 5 km ponownie była osiemnasta. Startowała także na igrzyskach olimpijskich w Sarajewie. Jej najlepszym wynikiem na tych igrzyskach było 7. miejsce w biegu na 10 km techniką klasyczną.
W 1978 r. wystartowała na mistrzostwach świata w Lahti. Zajęła tam 10. miejsce w biegu na 5 km stylem klasycznym, a wraz z koleżankami zajęła 5. miejsce w sztafecie. Startowała także na mistrzostwach świata w Oslo w 1982 r., gdzie jej najlepszym wynikiem było 6. miejsce w biegu na 20 km techniką klasyczną.
Najlepsze wyniki w Pucharze Świata osiągnęła w sezonie 1981/1982, kiedy to zajęła 4. miejsce w klasyfikacji generalnej.

## Osiągnięcia

### Igrzyska Olimpijskie
| Miejsce | Dzień     | Rok  | Miejscowość | Konkurencja             | Czas biegu | Strata   | Zwyciężczyni          |
| ------- | --------- | ---- | ----------- | ----------------------- | ---------- | -------- | --------------------- |
| 18.     | 7 lutego  | 1976 | Innsbruck   | 5 km stylem klasycznym  | 15:48,69   | +1:13,52 | Helena Takalo         |
| 24.     | 10 lutego | 1976 | Innsbruck   | 10 km stylem klasycznym | 30:13,41   | +2:33,80 | Raisa Smietanina      |
| 5.      | 12 lutego | 1976 | Innsbruck   | Sztafeta 4 × 5 km       | 1:07:49,75 | +3:19,33 | ZSRR                  |
| 18.     | 15 lutego | 1980 | Lake Placid | 5 km stylem klasycznym  | 15:06,92   | +51,19   | Raisa Smietanina      |
| 20.     | 18 lutego | 1980 | Lake Placid | 10 km stylem klasycznym | 30:31,54   | +1:53,60 | Barbara Petzold       |
| 3.      | 21 lutego | 1980 | Lake Placid | Sztafeta 4 × 5 km       | 1:02:11,10 | +2:02,40 | NRD                   |
| 7.      | 9 lutego  | 1984 | Sarajewo    | 10 km stylem klasycznym | 31:44,2    | +41,1    | Marja-Lisa Hämälainen |
| 14.     | 18 lutego | 1984 | Sarajewo    | 20 km stylem klasycznym | 1:01:45,0  | +3:16,9  | Marja-Lisa Hämälainen |

### Mistrzostwa świata
| Miejsce | Dzień     | Rok  | Miejscowość | Konkurencja             | Czas biegu | Strata   | Zwyciężczyni     |
| ------- | --------- | ---- | ----------- | ----------------------- | ---------- | -------- | ---------------- |
| 10.     | 20 lutego | 1978 | Lahti       | 5 km stylem klasycznym  | 18:53,50   | +45,98   | Helena Takalo    |
| 5.      | 22 lutego | 1978 | Lahti       | Sztafeta 4 × 5 km       | 1:13:25,08 | +1:38,78 | Finlandia        |
| 9.      | 21 lutego | 1982 | Oslo        | 5 km stylem dowolnym    | 14:30,2    | ?        | Berit Aunli      |
| 6.      | 26 lutego | 1982 | Oslo        | 20 km stylem klasycznym | 1:06:16,9  | +1:40,4  | Raisa Smietanina |

### Puchar Świata
W sezonach 1973/1974 - 1980/1981 Puchar Świata rozgrywany był nieoficjalnie.

#### Miejsca w klasyfikacji generalnej
- sezon 1978/1979: 5.
- sezon 1980/1981: 6.
- sezon 1981/1982: 4.
- sezon 1982/1983: 15.
- sezon 1983/1984: 19.

#### Miejsca na podium
| Nr | Dzień       | Rok  | Miejscowość | Konkurencja             | Czas biegu | Strata | Miejsce | Zwyciężczyni     |
| -- | ----------- | ---- | ----------- | ----------------------- | ---------- | ------ | ------- | ---------------- |
| 1. | 30 grudnia  | 1978 | Furtwangen  | 5 km                    | ?          | ?      | 2       | Raisa Smietanina |
| 2. | 13 grudnia  | 1980 | Davos       | 5 km                    | ?          | ?      | 3       | Berit Aunli      |
| 3. | 17 stycznia | 1981 | Nové Město  | 20 km                   | ?          | ?      | 3       | Raisa Smietanina |
| 4. | 15 stycznia | 1982 | La Bresse   | 5 km stylem klasycznym  | ?          | ?      | 3       | Květa Jeriová    |
| 5. | 12 lutego   | 1982 | Falun       | 20 km stylem klasycznym | ?          | ?      | 2       | Brit Pettersen   |